# سیدنی آیزنشتات
سیدنی آیزنشتات (انگلیسی: Sidney Eisenshtat; ۶ ژوئن ۱۹۱۴ – ۱ مارس ۲۰۰۵) معمار اهل ایالات متحده آمریکا بود.